# Il boss
Il boss är en italiensk poliziottescofilm från 1973 i regi av Fernando Di Leo.
Il boss är den tredje filmen baserad på Giorgio Scerbanencos novellsamling Milano calibro 9, efter Kaliber 9 (1972) och Maffian ger order (1972).

## Rollista i urval
- Henry Silva - Nick Lanzetta
- Richard Conte - Don Corrasco
- Gianni Garko - kommissarie Torri
- Antonia Santilli - Rina Daniello
- Corrado Gaipa - advokat Rizzo
- Marino Masè - Pignataro
- Pier Paolo Capponi - Cocchi
- Howard Ross - Melende